# Haarschopftaucher
Der Haarschopftaucher (Poliocephalus poliocephalus) ist eine Vogelart aus der Familie der Lappentaucher (Podicipedidae). Diese Art gehört zur Fauna Australiens und kommt außerdem auf Tasmanien vor. Das Verhalten der Haarschopftaucher weicht etwas von dem anderer Lappentaucher ab. Er fliegt häufiger als die anderen Arten und gilt sowohl als der am wenigsten ruffreudigste als auch der geselligste innerhalb dieser Familie. Er brütet in Kolonien mit bis zu 400 Nestern, und außerhalb der Brutzeit finden sich Schwärme mit Tausenden Haarschopftauchern zusammen. Während andere Lappentaucherarten wie etwa Haubentaucher und Renntaucher ein ausgeprägtes und auf Menschen teilweise spektakulär wirkendes Balzverhalten haben, ist seine Balz relativ einfach.
Die IUCN stuft den Haarschopftaucher als nicht gefährdet (least concern) ein.

## Erscheinungsbild
Haarschopftaucher erreichen ausgewachsen eine Körperlänge von 29 bis 31 Zentimeter und wiegen dann etwa 250 Gramm. Diese Art weist keinen Geschlechtsdimorphismus auf. Lediglich der dunkle Schnabel mit der hellen Spitze ist bei Männchen etwas länger als bei Weibchen. Sowohl Männchen als auch Weibchen weisen im Prachtkleid weiße, haarähnliche Federn auf dem Kopf und am oberen Hals auf, die namensgebend sind. Im Schlichtkleid fehlen diese dagegen. Der Mantel ist in allen Kleidern graubraun, der Rücken ist dunkler und der Bürzel ist weißlich. Die Iris ist schwarzbraun, die Beine und Füße sind graugelb.
Verwechslungsmöglichkeiten bestehen mit dem Australischen Zwergtaucher und dem ausschließlich in Neuseeland vorkommenden Maoritaucher. Im Prachtkleid kann der Haarschopftaucher von beiden Arten durch sein auffälliges Kopfgefieder unterschieden werden. Bei Jungvögeln und Adulten im Schlichtkleid ist die Verwechslungsmöglichkeit insbesondere mit dem Australischen Zwergtaucher sehr groß. Generell ist der Haarschopftaucher an den Flanken grauer als der Australische Zwergtaucher, der Haarschopftaucher ist außerdem nicht sehr ruffreudig, während vom Australischen Zwergtaucher häufig hohe, trillernde Rufe zu vernehmen sind. Der Maoritaucher ist insgesamt dunkler als der Haarschopftaucher und hat vor allem sehr auffallende gelbe Augen, die stark mit dem dunklen Kopf kontrastieren.
Anders als der Australische Zwergtaucher fliegt der Haarschopftaucher verhältnismäßig häufig auf. Große Trupps sind häufig sehr ruhelos, Teile des Trupps fliegen insbesondere in der Abenddämmerung immer wieder auf. 

## Verbreitung und Lebensraum

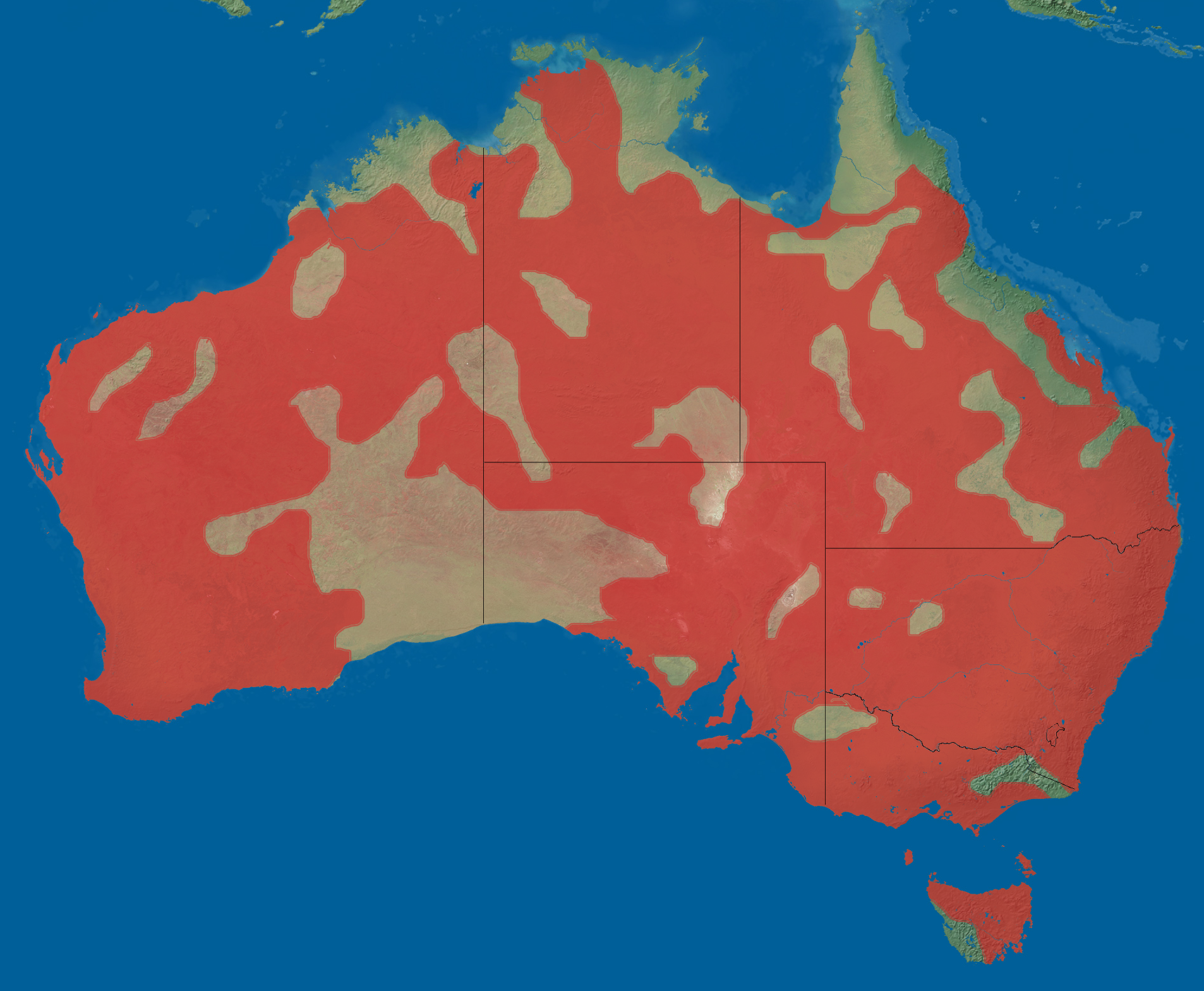
Verbreitungsgebiet des Haarschopftauchers

Der Haarschopftaucher kommt in allen australischen Bundesstaaten vor. Besonders häufig ist er im Südosten und Südwesten Australiens sowie auf Tasmanien. Generell fehlt er im trockenen Landesinneren Australiens, jedoch kann er alle Gewässer mit ausreichender Größe besiedeln, die nach Regenfällen über längere Zeit bestehen. 
In Neuseeland wurde der Haarschopftaucher erstmals 1975 beobachtet. Seitdem werden immer wieder ein und gelegentlich auch zwei Individuen dieser Art an weit auseinanderliegenden Orten gesehen. Wiederholte Beobachtungen an derselben Stelle sind selten, jedoch brüteten Haarschopftaucher 1975/1976 am Lake Te Anau erfolgreich. Zwei Jungvögel schlüpften und eines davon überlebte bis zum Ausfliegen. Bis 1978 gab es wiederholte Bruten von bis zu zwei Brutpaaren, nach 1978 wurden an diesem See keine weiteren Bruten festgestellt.
Der Lebensraum des Haarschopftauchers sind Feuchtgebiete des Binnenlandes sowie Flussmündungen. Er ist eine sehr anpassungsfähige Art, der eine Reihe gemäßigter und tropischer Regionen in Australien besiedelt und auch in ariden und semiariden Regionen vorkommt. Seine Höhenverbreitung reicht vom Meeresniveau bis in Höhenlagen von 1000 Meter. Er präferiert große, offene Gewässer, kann aber auch Gewässer von weniger als einem Hektar Größe besiedeln und kommt auch an nur kurzzeitig bestehenden Gewässern vor. Ideale Lebensräume bieten ihm Gewässer mit einer Gewässertiefe von 0,5 bis 3 Meter und ausgedehnter Unterwasservegetation. Relativ häufig ist er auch in Wasserrückhaltebecken zu beobachten. Generell hat der Bau von großen Viehtränken und Staugewässern seine Ausbreitung in Regionen gefördert, die ihm ansonsten nur unzureichende Lebensbedingungen bieten. Insbesondere während des australischen Winters nutzen sie Feuchtgebiete an der Küste und sind dann gelegentlich in größerer Zahl an Buchten und Lagunen, in Mangrovensümpfen und Salzpfannen zu sehen. 
Die Wanderbewegungen des Haarschopftauchers sind bislang nur unzureichend untersucht. In den arideren Regionen seines Verbreitungsgebietes ist der Haarschopftaucher ausgesprochen dismigrativ. Auch die in der zweiten Hälfte des 20. Jahrhunderts erfolgte Besiedelung Neuseelands weist darauf hin, dass Haarschopftaucher lange Wanderungen unternehmen können. In den Küstengebieten zeigt er eher regelmäßige Wanderbewegungen.

## Nahrung und Nahrungsweise
Die Hauptnahrung des Haarschopftauchers sind wasserlebende Wirbellose, die er überwiegend tauchend fängt. Der Tauchvorgang wird durch einen kräftigen, auf den Menschen etwas unbeholfen wirkenden Sprung nach vorn eingeleitet. Tauchgänge während durchschnittlich 17,5 Sekunden, zwischen den einzelnen Tauchgängen befinden sie sich für durchschnittlich neun Sekunden wieder an der Wasseroberfläche. Sie fressen weniger häufig als andere kleine Lappentaucher an der Wasseroberfläche. Gelegentlich schwimmen sie auch mit eingetauchtem Kopf einen Kreis, was vermutlich hilft, Beutetiere aufzuschrecken. Gelegentlich sind sie während der Nahrungssuche mit anderen, pflanzenfressenden Wasservögeln vergesellschaftet. Sehr wahrscheinlich finden sie dabei vermehrt Beutetiere, die durch die Nahrungssuche dieser Vögel aufgescheucht werden.

## Sozialverhalten und Fortpflanzung

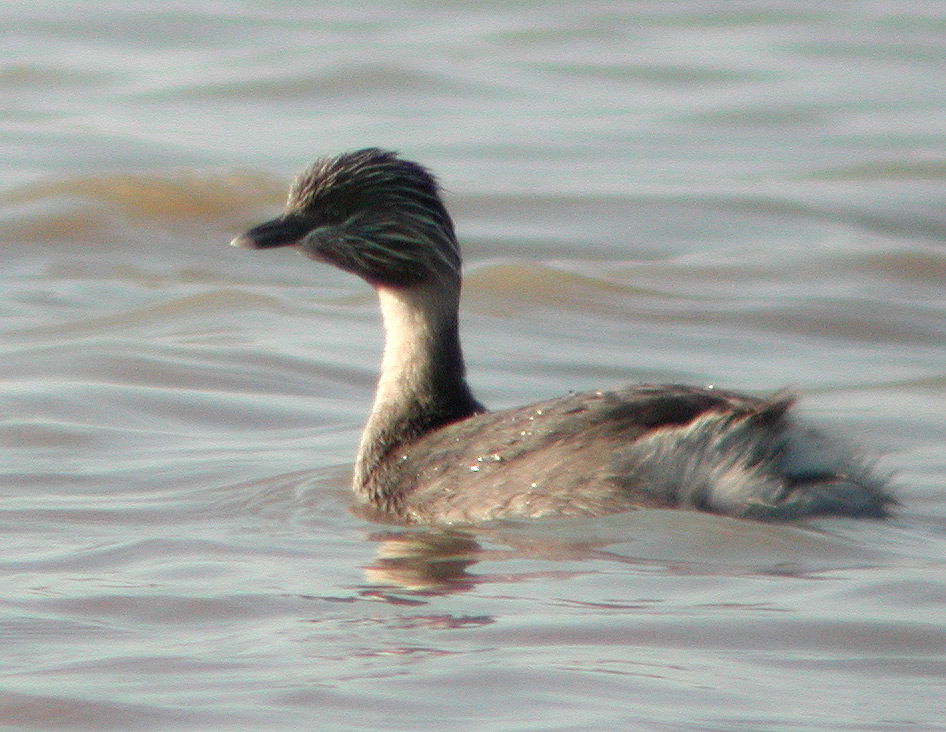
Haarschopftaucher

Außerhalb der Fortpflanzungszeit ist der Haarschopftaucher in kleinen Gruppen oder in großen Trupps von mehreren tausend Individuen zu beobachten. Solche großen Trupps sind häufig in kleinere, eng beieinander schwimmende Gruppen unterteilt. Einzelne Haarschopftaucher und kleine Trupps sind häufiger mit Australischen Zwergtauchern vergesellschaftet. Auch während der Fortpflanzungszeit sind Haarschopftaucher gesellige Vögel, die in Kolonien mit bis zu 400 Nestern brüten. Antagonistisches Verhalten gegenüber Artgenossen begrenzt sich überwiegend auf ein schnelles Zuschwimmen aufeinander, dabei ist der Hals weit nach vorne gestreckt. 
Haarschopftaucher gehen eine monogame Paarbeziehung ein, es gibt aber keine Indizien dafür, dass diese Paarbeziehung über mehr als eine Fortpflanzungsperiode Bestand hat. Auch Paarbeziehungen in nichtbrütenden Trupps scheinen eher nur eine kurze Dauer zu haben. Die Paarbildung zu Beginn der Fortpflanzungsperiode noch nicht sehr gefestigt, Männchen verpaaren sich zu Beginn des Nestbaus noch häufig mit Weibchen außerhalb ihrer Paarbeziehung.

## Einzelbelege
1. ↑   Higgins, S. 102–103
2. ↑   Higgins, S. 100
3. ↑   Higgins, S. 101
4. ↑   Higgins, S. 102
5. ↑   Higgins, S. 101
6. ↑   Higgins, S. 103
7. ↑   Higgins, S. 103
8. ↑   Higgins, S. 103
9. ↑   Higgins, S. 103